# فكتور كيرالي
فكتور كيرالي (بالإنجليزية: Viktor Király)‏ هو مغني أمريكي، ولد في 29 مارس 1984 في نيويورك في الولايات المتحدة.

## وصلات خارجية
- فكتور كيرالي على موقع IMDb (الإنجليزية)
- فكتور كيرالي على موقع ميوزك برينز (الإنجليزية)
- فكتور كيرالي على موقع ديسكوغز (الإنجليزية)

- الموقع الرسمي